# Człowiek tłumu
Człowiek tłumu (ang. The Man of the Crowd) – nowela Edgara Allana Poego, gdzie na pierwszy plan wysuwa się anonimowy narrator, podążający za nieznanym mężczyzną przez zatłoczony Londyn. Utwór został opublikowany w 1840 roku.

## Opis fabuły
Historia jest zapoczątkowana sentencją Ce grand malheur, de ne pouvoir être seul (Jakież to wielkie nieszczęście nie potrafić być samotnym), która jest cytatem pochodzącym z książki Jeana de la Bruyère pt. Charaktery.
Po przejściu nieznanej choroby, anonimowy narrator siedzi w pewnej kawiarni w Londynie. Zafascynowany tłumami na zewnątrz, rozważa o świadomości ludzi, uważających się za osamotnionych, pomimo „dużej aktywności przedsiębiorczej wokół”. Poświęca czas na podział różnych typów ludzi, których widzi. Gdy nadchodzi wieczór, koncentruje się na „podupadłym, starym człowieku, mającym może 65, może 70 lat”, którego twarz wykazuje osobliwą idiosynkrazję i którego ciało było „niewielkiej postury, bardzo chude, prawdopodobnie bardzo słabe”. Mężczyzna nosił brudne, postrzępione ubrania. Narrator wybiega z kawiarni i podąża za owym człowiekiem. Ten prowadzi go przez bazary i sklepy, jednak nic nie kupując, aż do biedniejszych części miasta, a następnie wraca do „serca potężnego Londynu”. Owa pogoń przeciąga się od wieczora, aż po dzień kolejny. Ostatecznie, wyczerpany narrator stoi naprzeciw mężczyzny, który wciąż go nie dostrzega. Narrator wnioskuje, że jest on winny jakiejś strasznej zbrodni.

## Analiza
Idąc śladem tekstu noweli, powód maniakalnej obsesji narratora w stosunku do mężczyzny bierze się z „absolutnej idiosynkrazji jego wyrazu”. Dlaczego narrator jest przez niego aż tak dotknięty, nie jest do końca jasne, chociaż pojawia się sugestia, że tych dwóch ludzi to dwie strony tej samej osoby, gdzie stary człowiek reprezentuje tajemniczą stronę narratora, lecz nie jest on w stanie tego dostrzec. Stary człowiek może przemierzać Londyn w poszukiwaniu jego zaginionego przyjaciela lub aby uciec od wspomnienia zbrodni. Możliwa zła natura owego człowieka może być zasugerowana poprzez sztylet możliwie widoczny pod jego peleryną. Bez względu na to jakie przestępstwo mógł popełnić, zmusza go to do wędrówki. Brak wyjaśnienia aspektu można porównać do podobnie niejasnych motywów z „Beczki Amontillado”. Poe celowo prezentuje historię jako rodzaj mistyfikacji, zachęcając czytelników do domysłów na własną rękę w stosunku do sekretu starego człowieka.
Na początku historii, narrator ocenia i kategoryzuje ludzi wokół niego w podobny sposób jak Walt Whitman w „Song of Myself”. Narratorowi Poego brakuje jednak uroczystego ducha Whitmana. W czasie obserwacji owych ludzi narrator potrafi ustalić dużą liczbę informacji na podstawie ich wyglądu i kilku drobnych detali. Przykładowo, spostrzega, że ucho obserwowanego człowieka niewiele wystaje, wnioskując przy tym, że musi być on urzędnikiem, który przechowuje za nim pióro. Poe uwzględnił potem owe zdolności do obserwacji drobnych szczegółów w stworzonej przez siebie figurze C. Auguste’a Dupina.
Istotna jest także sceneria Londynu, co jest jednym z kilku specyficznych detali zawartych w historii. W 1840 był on największym miastem na świecie z populacją rzędu 750000 mieszkańców. Poe mógł znać Londyn z czasu spędzonego tam jako młody chłopiec z jego zastępczą rodziną Allanów. W tej, jak i innych historiach Poe utożsamia nowoczesne miasta ze wzrostem bezosobowej zbrodni.

## Publikacja
Nowela została jednocześnie opublikowana w grudniu 1840 na łamach Atkinson’s Casket i Burton’s Gentleman’s Magazine. Ostatnie czasopismo nie było więcej wydawane. Nowela została później uwzględniona w kolekcji Wiley & Putnam zatytułowanej „Opowieści Edgara A. Poego” (ang. Tales by Edgar A. Poe).